# Setlagole
Setlagole ist ein Ort in der südafrikanischen Provinz Nordwest (North West). Er ist Verwaltungssitz der Gemeinde Ratlou im Distrikt Ngaka Modiri Molema.

## Geographie
Setlagole hat 19.452 Einwohner (Volkszählung 2011). Der Ort ähnelt einem Township, ebenso wie die nur wenig südlich gelegene Siedlung Thutlwane. Die Umgebung ist flach.
92 % der Einwohner gaben 2011 als Muttersprache Setswana an.

## Geschichte
Setlagole war ein Ort im Homeland Bophuthatswana.

## Wirtschaft und Verkehr
Die Nationalstraße N18, die unter anderem Vryburg im Südwesten mit Mahikeng im Nordosten verbindet, führt durch Setlagole. Die R375 verläuft etwa nordwestlich in die Nähe der Grenze zwischen Botswana und Südafrika, die R507 südostwärts nach Delareyville.